# Oh Eun-sun
Oh Eun-sun, née le 11 mars 1966 à Namwon, est une alpiniste sud-coréenne. Le 27 avril 2010, avec l'ascension de l'Annapurna, elle a revendiqué être la première femme à avoir gravi les 14 sommets de plus de 8 000 mètres d'altitude dans l'Himalaya, devançant de peu l'Espagnole Edurne Pasaban. Mais son ascension du Kangchenjunga en 2009 a été contestée, certains témoignages affirmant qu'elle n'aurait pas atteint le sommet.

## Biographie
Oh Eun-sun a grandi à Séoul. Elle est informaticienne de formation.

## Chronologie des expéditions
- 1993 : tentative à l'Everest avec la Korean Women Everest Expedition
- 1996 : mont Blanc
- 1997 : Gasherbrum II
- 1999 : Broad Peak
- 2001 : tentative au K2
- 2002 : Elbrouz
- 2003 : mont McKinley
- 2004 : Aconcagua, ascension de l'Everest avec oxygène, Kilimanjaro, mont Kosciuszko, Mount Vinson
- 2006 : Shishapangma, Puncak Jaya
- 2007 : Cho Oyu (8 mai) et K2 (20 juillet) avec oxygène
- 2008 : Makalu (13 mai), Lhotse (26 mai) et Manaslu (12 octobre)
- 2009 : Kangchenjunga (6 mai/controversé), Dhaulagiri 15 jours plus tard seulement (21 mai), Nanga Parbat (10 juillet), Gasherbrum I (3 août)
- 2010 : Annapurna (27 avril)

## Controverse
Les premiers doutes sur son ascension au Kangchenjunga, le 6 mai 2009 furent émis en Corée du Sud, avec comme argument que la photo du sommet, dans le brouillard et une tempête de neige aurait pu être prise n'importe où. Les sponsors de Oh Eun-sun organisèrent une conférence en Corée en décembre 2009, en faisant venir un des trois sherpas qui l'avaient accompagnée. Celui-ci affirma qu'elle était restée une minute au sommet, que lui-même connaissait d'ascensions précédentes. Quelques jours avant qu'Oh Eun-sun n'atteignent son dernier 8 000, l'Annapurna, le 27 avril 2010, l'alpiniste espagnol Ferran, qui faisait partie de l'équipe de Pasaban, émit de nouveaux doutes sur son ascension, affirmant que l'équipe d'Oh Eun-sun n'avait équipé le Kangchenjunga de cordes fixes que jusqu'à 8 350 m, 200 mètres sous le sommet. Après avoir discuté avec Edurne Pasaban, Elizabeth Hawley, qui tient à Katmandou la liste de référence bien que non officielle des ascensions himalayennes, la Himalayan Database, a indiqué le 24 avril 2010 qu'elle maintiendrait l'ascension dans la liste, mais en mentionnant le fait qu'elle était controversée : plusieurs alpinistes outre Pasaban la contestaient, la seule photo montrant Eun-sun sur un rocher, alors que Pasaban qui avait réussi le sommet à la même période lui avait montré une photo d'elle et son équipe au sommet, se tenant sur de la neige ; des trois sherpas qui accompagnaient Eun-sun, deux avaient déclaré qu'elle n'avait pas atteint le sommet.